# Hitch – Consilier în amor
Hitch – Consilier în amor (titlu original: Hitch) este un film american de comedie romantică din 2005 regizat de Andy Tennant. În rolurile principale joacă actorii Will Smith și Eva Mendes. Smith joacă personajul principal fictiv al filmului, Alex "Hitch" Hitchens, care este un consultant profesionist de întâlniri amoroase care își face un stil de viață din a învăța bărbații cum să curteze femeile.

## Distribuție
- Will Smith ca Alex "Hitch" Hitchens
- Eva Mendes ca Sara Melas
- Kevin James ca Albert Brennaman
- Amber Valletta ca Allegra Cole
- Julie Ann Emery ca Casey Sedgewick
- Adam Arkin ca Max
- Robinne Lee ca Cressida Baylor
- Nathan Lee Graham ca  Geoff
- Michael Rapaport ca Ben
- Jeffrey Donovan ca Vance Munson
- Paula Patton ca Mandy
- Kevin Sussman ca Neil
- Ato Essandoh ca  Tanis